# E-Call
eCall är en europeisk tjänst för elektroniska nödanrop från motorfordon till en larmcentral. När ett motorfordon råkar ut för en olycka skickar fordonet automatiskt sin geografiska position till en larmcentral. Fordonet upprättar en förbindelse med hjälp av en inbyggd GSM-terminal och skickar först ett kort datameddelande och upprättar sedan en talförbindelse med larmcentralen. eCall aktiveras automatiskt genom någon av fordonets inbyggda sensorer men kan även aktiveras manuellt av föraren.
Tanken är att systemet vid en krock automatiskt ska meddela larmcentralen
- tid för larmet
- bilens position
- riktning
- fordonsbeskrivning
- aktiverade sensorer
- ID på tjänsteleverantör
- landskod.

Fordonet måste själv kunna ange sin position, t.ex. via en inbyggd mottagare för ett satellitnavigeringssystem.
Sverige skrev, som första land tillsammans med Finland, under ett avtal redan 2004 om att delta i systemet.. 
Från 2018 är eCall standard i alla nya bilar inom EU enligt ett direktiv som röstades igenom i april 2015. 
eCall kommer att uppdateras till ny funktionalitet genom en uppdatering till NG eCall, Next Generation eCAll. 

## Personlig integritet och övervakning
Det finns en diskussion om eCall innebär en risk för den personliga integriteten och om tjänsten kan användas för att övervaka enskilda motorfordon. EU-kommissionen har inrättat en arbetsgrupp för skydd av enskilda med avseende på personuppgifter. Enligt arbetsgruppen är det rimligt att fordonets position automatiskt lämnas ut vid olycka, men eCall ska inte kunna användas för kontinuerlig övervakning av motorfordon. EU-kommissionens rekommendation om eCall följer arbetsgruppens rekommendationer.